# Nyctiophylax meridionalis
Nyctiophylax meridionalis är en nattsländeart som beskrevs av G. Marlier 1965. Nyctiophylax meridionalis ingår i släktet Nyctiophylax och familjen fångstnätnattsländor. Inga underarter finns listade i Catalogue of Life.